# Enric Saborit
Enric Saborit Teixidor (ur. 27 kwietnia 1992 w Barcelonie) – hiszpański piłkarz występujący na pozycji obrońcy w Athletic Bilbao.